# The Black Saint and the Sinner Lady
„The Black Saint and the Sinner Lady“ е студиен албум, сътворен от американския джаз музикант Чарлз Мингъс и продаващ се от Импълс Рекърдс от 1963 г. насетне. В него намира място една цяла композиция, в известна степен написана за балет, и разделена на четири части и шест акта.
Албумът е записан на 20 януари 1963 г. от група с единадесет члена. Мингъс определя оркестралния стил като „етно фолк и денс музика“. Неговият перфекционизъм довежда до обилна употреба на наслагващи (овърдъб) техники в студиото. В албума са поместени описващи бележки, дело на Мингъс и тогавашния му психотерапевт д-р Едмънд Полък. The Black Saint and the Sinner Lady често се характеризира от джаз и общи музикални критици като една от най-бележитите му плочи (другата е Mingus Ah Um). Тя често дефилира на списъци за най-добрите албуми на всички времена.
The Black Saint and the Sinner Lady е сред най-акламираните джаз записи от 20 век. Ричард Кук и Брайън Мортън, автори в The Penguin Guide to Jazz, му посвещават значка „Корона“, което е най-високата награда в това издание, както и най-високият рейтинг – четири звезди. Стив Хюи от Олмюзик дава на албума пет звезди от обшо пет, и нарича албума „едно от великите постижения в оркестрацията за който и да е композитор в историята на джаза“. Списание Кю дава следното описание на албума: „смесица от тегнещо блусарство, танцова жизненост, и елементи от андалуската горещина...“, и му отрежда четири от пет максимални звезди.

## Творчески състав
- Чарлз Мингъс – контрабас, пиано, композитор
- Джеръм Ричардсън – сопрано и баритон саксофон, флейта
- Чарли Мариано – алт саксофон
- Дик Хейфър – тенор саксофон, флейта
- Ролф Ериксън – тромпет
- Ричард Уилямс – тромпет
- Куентин Джаксън – тромбон
- Дон Бътърфийд – туба, контрабас тромбон
- Джаки Биърд – пиано
- Джей Бърлинър – класическа китара
- Дани Ричмънд – барабани

|  | Тази страница частично или изцяло представлява превод на страницата The Black Saint and the Sinner Lady в Уикипедия на английски. Оригиналният текст, както и този превод, са защитени от Лиценза „Криейтив Комънс – Признание – Споделяне на споделеното“, а за съдържание, създадено преди юни 2009 година – от Лиценза за свободна документация на ГНУ. Прегледайте историята на редакциите на оригиналната страница, както и на преводната страница, за да видите списъка на съавторите. ВАЖНО: Този шаблон се отнася единствено до авторските права върху съдържанието на статията. Добавянето му не отменя изискването да се посочват конкретни източници на твърденията, които да бъдат благонадеждни. |